# Deutsche Meisterschaften im Bahnradsport 2015

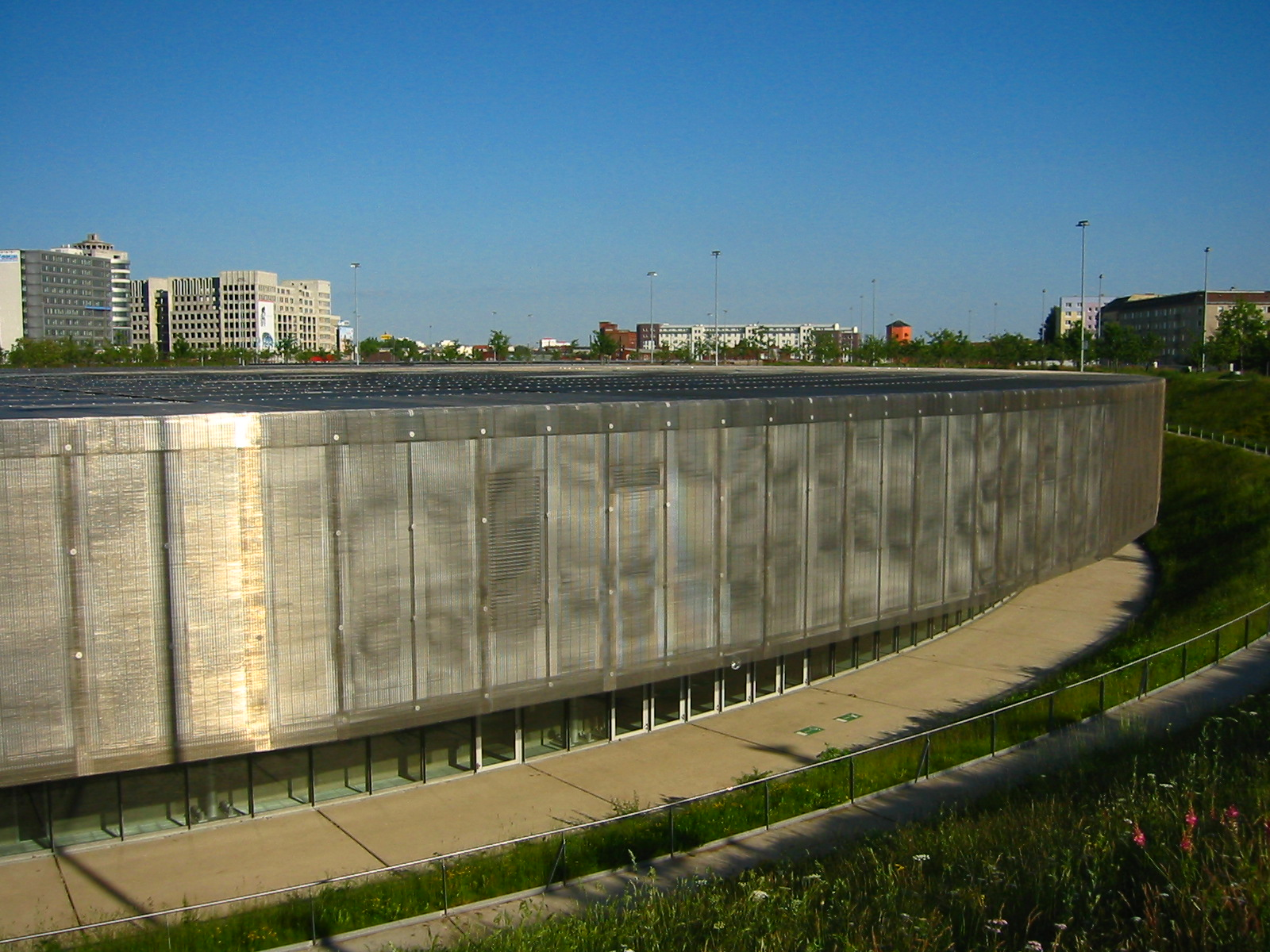
Das Velodrom in Berlin

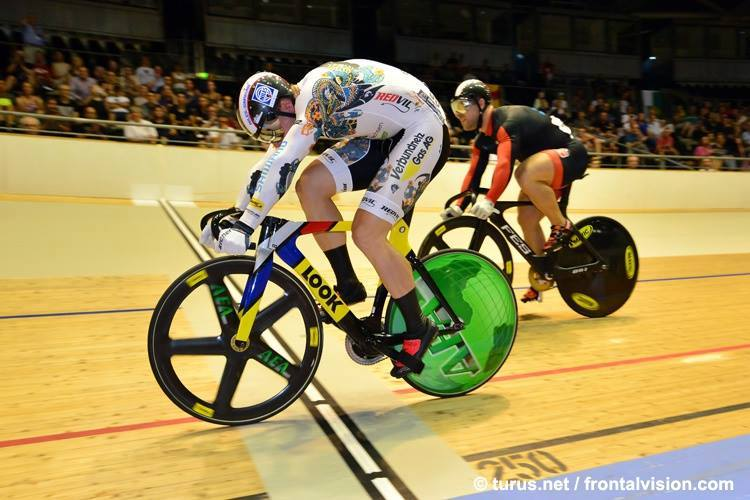
Maximilian Levy gewann den Titel im Sprint vor Robert Förstemann.

Die 129. Deutschen Meisterschaften im Bahnradsport fanden vom 10. bis 14. Juni 2015 im Velodrom in Berlin statt.
An den fünf Tagen fielen insgesamt rund 40 Entscheidungen in der Elite, bei Junioren und Jugend. Das Velodrom war zuletzt 2007 und 2011 Austragungsort für die nationalen Meisterschaften.
Die Meisterschaften im Omnium und im Scratch wurden vom 17. bis 19. Dezember in der Oderlandhalle in Frankfurt (Oder) ausgetragen.

## Zeitplan (Entscheidungen Elite)
| Datum                | Disziplinen Männer                | Disziplinen Frauen                          |
| -------------------- | --------------------------------- | ------------------------------------------- |
| Mittwoch, 9. Juni    | Einerverfolgung                   |                                             |
| Donnerstag, 10. Juni | Mannschaftsverfolgung, Teamsprint | Sprint, Einerverfolgung                     |
| Freitag, 11. Juni    | 1000-Meter-Zeitfahren             | 500-Meter-Zeitfahren, Mannschaftsverfolgung |
| Samstag, 12. Juni    | Sprint, Punktefahren              | Punktefahren, Keirin                        |
| Sonntag, 13. Juni    | Keirin, Zweier-Mannschaftsfahren  | Teamsprint                                  |

## Ergebnisse

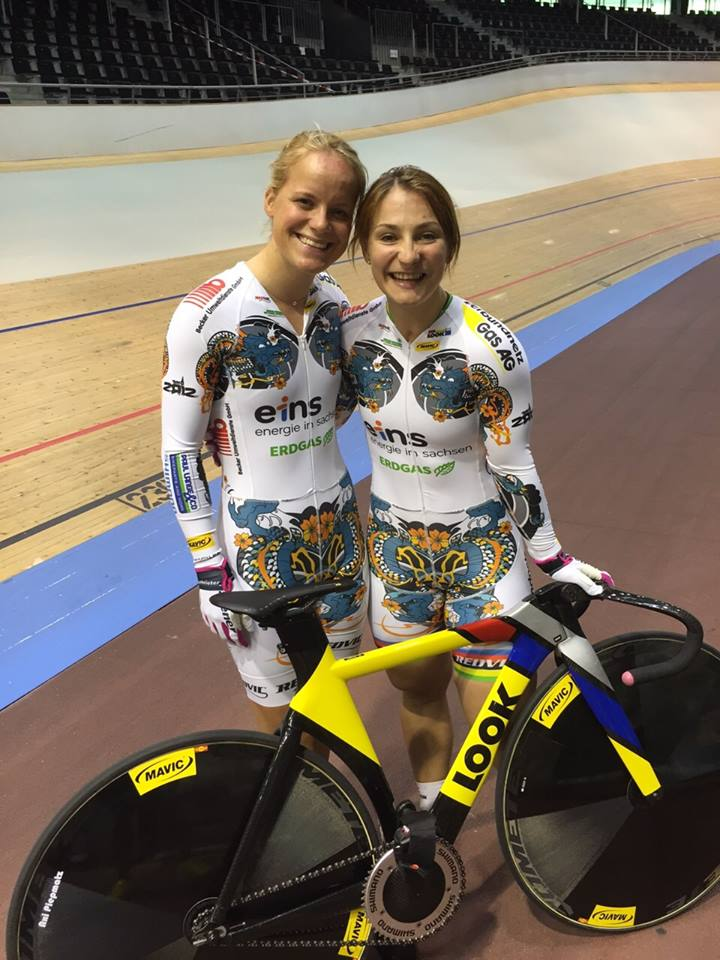
Gudrun Stock (l.) und Kristina Vogel holten den Meistertitel im Teamsprint.

### Sprint
| Männer |                   |                    |
| #      | Name              | Verein/Team        |
|        | Maximilian Levy   | Team Erdgas.2012   |
|        | Robert Förstemann | SSV Gera 1990      |
|        | René Enders       | RSC Turbine Erfurt |

| Frauen |                |                       |
| #      | Name           | Verein/Team           |
|        | Kristina Vogel | Team Erdgas.2012      |
|        | Jo Ellen Look  | Schweriner Sport Club |
|        | Sabina Ossyra  | Rottaler RSV          |

### Keirin
| Männer |                     |                       |
| #      | Name                | Verein/Team           |
|        | Maximilian Levy     | Team Erdgas.2012      |
|        | Maximilian Dörnbach | RSV Pfeil Wernigerode |
|        | Erik Balzer         | Team Erdgas.2012      |

| Frauen |               |                       |
| #      | Name          | Verein/Team           |
|        | Miriam Welte  | 1. FC Kaiserslautern  |
|        | Jo Ellen Look | Schweriner Sport Club |
|        | Gudrun Stock  | RSC Turbine Erfurt    |

### Zeitfahren
| Männer (1000 Meter) |                     |                        |            |
| #                   | Name                | Verein/Team            | Zeit (min) |
|                     | Maximilian Dörnbach | RSV Pfeil Wingerode    | 1:01,824   |
|                     | Maximilian Levy     | Team Erdgas.2012       | 1:01,990   |
|                     | Eric Engler         | Track Team Brandenburg | 1:02,718   |

| Frauen (500 Meter) |                |                      |          |
| #                  | Name           | Verein/Team          | Zeit (s) |
|                    | Kristina Vogel | Team Erdgas.2012     | 34,054   |
|                    | Miriam Welte   | 1. FC Kaiserslautern | 34,875   |
|                    | Gudrun Stock   | RSC Turbine Erfurt   | 36,353   |

### Teamsprint
| Männer |                                                            |                           |          |
| #      | Name                                                       | Verein/Team               | Zeit (s) |
|        | Robert Förstemann Eric Engler Robert Kanter Tobias Wächter | Track Team Brandenburg    | 44,639   |
|        | Richard Aßmus Maximilian Dörnbach René Enders Jan May      | LV Thüringen              | 44,801   |
|        | Stefan Nimke Henry J. Ober Dominique René Anklam           | LV Mecklenburg-Vorpommern | 46,860   |

| Frauen |                             |                    |          |
| #      | Name                        | Verein/Team        | Zeit (s) |
|        | Kristina Vogel Gudrun Stock | LV Thüringen       | 35,431   |
|        | Lisa Klein Miriam Welte     | LV Rheinland-Pfalz | 36,228   |
|        | Sabina Ossyra Alina Lange   | Team Stuttgart     | 37,713   |

### Einerverfolgung
| Männer (4000 m) |                   |                      |            |
| #               | Name              | Verein/Team          | Zeit (min) |
|                 | Domenic Weinstein | rad-net Rose Team    | 4:21,991   |
|                 | Leon Rohde        | LKT Team Brandenburg | 4:23,125   |
|                 | Leif Lampater     | RSV Irschenberg      | 4:24,124   |

| Frauen (3000 m) |                  |                |            |
| #               | Name             | Verein/Team    | Zeit (min) |
|                 | Mieke Kröger     | Velocio-SRAM   | 3:37,576   |
|                 | Charlotte Becker | Hitec Products | 3:43,231   |
|                 | Stephanie Pohl   | RSC Cottbus    | 3:38,571   |

### Mannschaftsverfolgung
| Männer |                                                               |                      |            |
| #      | Name                                                          | Verein/Team          | Zeit (min) |
|        | Henning Bommel Theo Reinhardt Nils Schomber Domenic Weinstein | rad-net Rose Team 1  | 4:03,735   |
|        | Maximilian Beyer Michel Koch Marco Mathis Kersten Thiele      | rad-net Rose Team 2  | 4:06,943   |
|        | Jasper Frahm Marcel Franz Leon Rohde Franz Schiewer           | LKT Team Brandenburg | 4:07,521   |

| Frauen |                   |
|        | nicht ausgetragen |

### Punktefahren
| Männer |                    |                 |        |
| #      | Name               | Verein/Team     | Punkte |
|        | Marcel Kalz        | RSV Irschenberg | 82     |
|        | Nico Heßlich       | RSC Cottbus     | 80     |
|        | Sebastian Wotschke | BSV AdW Berlin  | 72     |

| Frauen |                  |                             |        |
| #      | Name             | Verein/Team                 | Punkte |
|        | Anna Knauer      | Rabo Liv Women Cycling Team | 45     |
|        | Charlotte Becker | Hitec Products              | 40     |
|        | Stephanie Pohl   | RSC Cottbus                 | 40     |

### Zweier-Mannschaftsfahren (Madison)
| Männer |                                   |                     |                 |
| #      | Name                              | Verein/Team         | Punkte          |
|        | Christian Grasmann Stefan Schäfer | Maloja Pushbikers 2 | 7 P.            |
|        | Achim Burkart Nico Heßlich        | Maloja Pushbikers 3 | + 1 Runde 25 P. |
|        | Marcel Kalz Leif Lampater         | Maloja Pushbikers 1 | + 1 Runde 23 P. |

### Scratch
| Männer |                  |                   |
| #      | Name             | Verein/Team       |
|        | Maximilian Beyer | rad-net Rose Team |
|        | Roger Kluge      | IAM Cycling       |
|        | Lucas Liß        | rad-net Rose Team |

| Frauen |                  |                             |
| #      | Name             | Verein/Team                 |
|        | Charlotte Becker | Hitec Products              |
|        | Anna Knauer      | Rabo Liv Women Cycling Team |
|        | Stephanie Pohl   | RSC Cottbus                 |

### Omnium
| Männer |                   |                   |
| #      | Name              | Verein/Team       |
|        | Roger Kluge       | IAM Cycling       |
|        | Lucas Liß         | rad-net Rose Team |
|        | Domenic Weinstein | rad-net Rose Team |

| Frauen |                  |                             |
| #      | Name             | Verein/Team                 |
|        | Anna Knauer      | Rabo Liv Women Cycling Team |
|        | Stephanie Pohl   | RSC Cottbus                 |
|        | Charlotte Becker | Hitec Products              |